# 松葉崩し
松葉崩し（まつばくずし）は、松葉が交差するように男女がV字に開いた足を交差させながらペニスを膣に挿入する性交体位で、ペニスが反り返って膣壁と摩擦するので刺激は強くなり根元までの深い挿入ができると同時に男性の恥骨で女性のクリトリスが刺激される。また陰茎を下に向けるため主に中高年に好まれる傾向にあるが、クリトリスや陰唇同士をすり合わせる目的でレズビアンにも好まれる。

## 解説
松葉崩しでは、松葉が交差するように男女が足をV字に開き、陰茎を膣に挿入する。陰茎が反り返って膣壁と摩擦するので、刺激は強くなる。お互いが位置を調整すると、股間が突き出されて根元までの深い挿入ができることがある。
正常位の変形と見ることが出来、その形から、女性の片足を持ち上げ、もう片足を男性の片足が乗り越えるとこの形になる。ソフトにする場合、抱えた女性の片足を太股のあたりに抱え、ハードにするには、肩に担ぐ。足を大きく開くと、深い結合が得られるが、女性の足には負担が大きくなる。
女性同士の性行為においては、互いの性器をそれぞれの腰使いで上手に合わせる必要があるが、その難しさゆえの快楽を得られる。